# Cypoides
Cypoides là một chi bướm đêm thuộc họ Sphingidae.

## Các loài
- Cypoides chinensis - (Rothschild & Jordan, 1903)
- Cypoides parachinensis - Brechlin, 2009